# Antonio Rubinos Pérez
Antonio Rubinos Pérez (Madrid, 1969. június 11. –) spanyol nemzetközi labdarúgó-játékvezető.

## Pályafutása
Játékvezetésből 1985-ben Madridban vizsgázott. 1985–1990 között a regionális bajnokságokban, 1990–1992 idényben a Tercera División tagja. A Spanyol labdarúgó-szövetség (RFEF) Játékvezető Bizottságának (JB) minősítésével 1992–1995 között a Segunda División B, 1995-től a Liga Adelante, majd 2002-től a Primera División játékvezetője. Küldési gyakorlat szerint rendszeres 4. bírói szolgálatot végzett. A nemzeti játékvezetéstől 2011-ben visszavonult. Liga Adelante mérkőzéseinek száma: 92 (1995–2002). Primera División mérkőzéseinek száma: 149. Vezetett kupadöntők száma: 1.
| Időpont              | Helyszín                                    | Mérkőzés típusa                   | Mérkőzés                 | Eredmény |
| -------------------- | ------------------------------------------- | --------------------------------- | ------------------------ | -------- |
| 2002. szeptember 11. | Campo Municipal de Villafranqueza, Alicante | első Primera División mérkőzése   | Alicante CF–RCD Espanyol | 1 – 0    |
| 2011. május 1.       | Mediterrán Játékok, Almería                 | utolsó Primera División mérkőzése | UD Almería–Sevilla FC    | 0 – 1    |

A Spanyol labdarúgó-szuperkupa döntőben a RFEF JB bíróként alkalmazta.
| Időpont             | Helyszín                  | Mérkőzés típusa     | Mérkőzés                   | Eredmény | Nézők száma |
| ------------------- | ------------------------- | ------------------- | -------------------------- | -------- | ----------- |
| 2009. augusztus 16. | San Mamés Stadion, Bilbao | döntő első mérkőzés | Athletic Club–FC Barcelona | 1 – 2    | 35 000      |

A Spanyol labdarúgó-szövetség JB terjesztette fel nemzetközi játékvezetőnek, a Nemzetközi Labdarúgó-szövetség (FIFA) 2006-tól tartotta-tartja nyilván bírói keretében. A FIFA JB központi nyelvei közül a spanyolt és az angolt beszéli. Az UEFA JB besorolása alapján 3. kategóriás bíró. Több nemzetek közötti válogatott, valamint  UEFA-kupa és Európa-liga klubmérkőzést vezetett, vagy működő 4. bíróként segített. A nemzetközi játékvezetéstől 2011-ben búcsúzott. Európában a legtöbb válogatott mérkőzést vezetők rangsorában többed magával, 3 (2008. március 26.– 2010. augusztus 11.) találkozóval tartják nyilván.